# Парламентские выборы в Эстонии (2007)
Парламентские выборы прошли в Эстонии в воскресенье, 4 марта 2007 года для избрания членов Рийгикогу. Избирательная система являлась двухуровневой пропорциональной избирательной системой с 5 % (27,510.65 голосов) барьером. Это был первый случай в мире, когда в общегосударственном голосовании часть голосов была принята в форме удалённого электронного голосования через Интернет.

## Голосование
Явка избирателей на выборах Рийгикогу в 2007 году составила 61,91 %.

## Электронное голосование через Интернет
В 2007 году Эстония провела первые в стране и мире государственные Интернет-выборы. Голосование было доступно с 26 по 28 февраля. Воспользовались услугой Интернет-голосования 30,275 жителей (3.4 %).

## Претенденты и их кандидаты в премьер-министры

### Партии, представленные в предыдущем Парламенте
- Социал-демократическая партия Эстонии — Ивари Падар
- Народный Союз Эстонии — Виллу Рейльян
- Союз Отечества и Res Publica — Март Лаар
- Партия Реформ — Андрус Ансип
- Центристская партия — Эдгар Сависаар

### Партии, не представленные в предыдущем Парламенте
- Левая партия Эстонии
- Эстонская партия независимости
- Эстонская партия христианских демократов
- Партия зелёных
- Конституционная партия
- Русская партия Эстонии

Кроме того, семь независимых кандидатов приняли участие в этих выборах.

## Места по избирательным округам

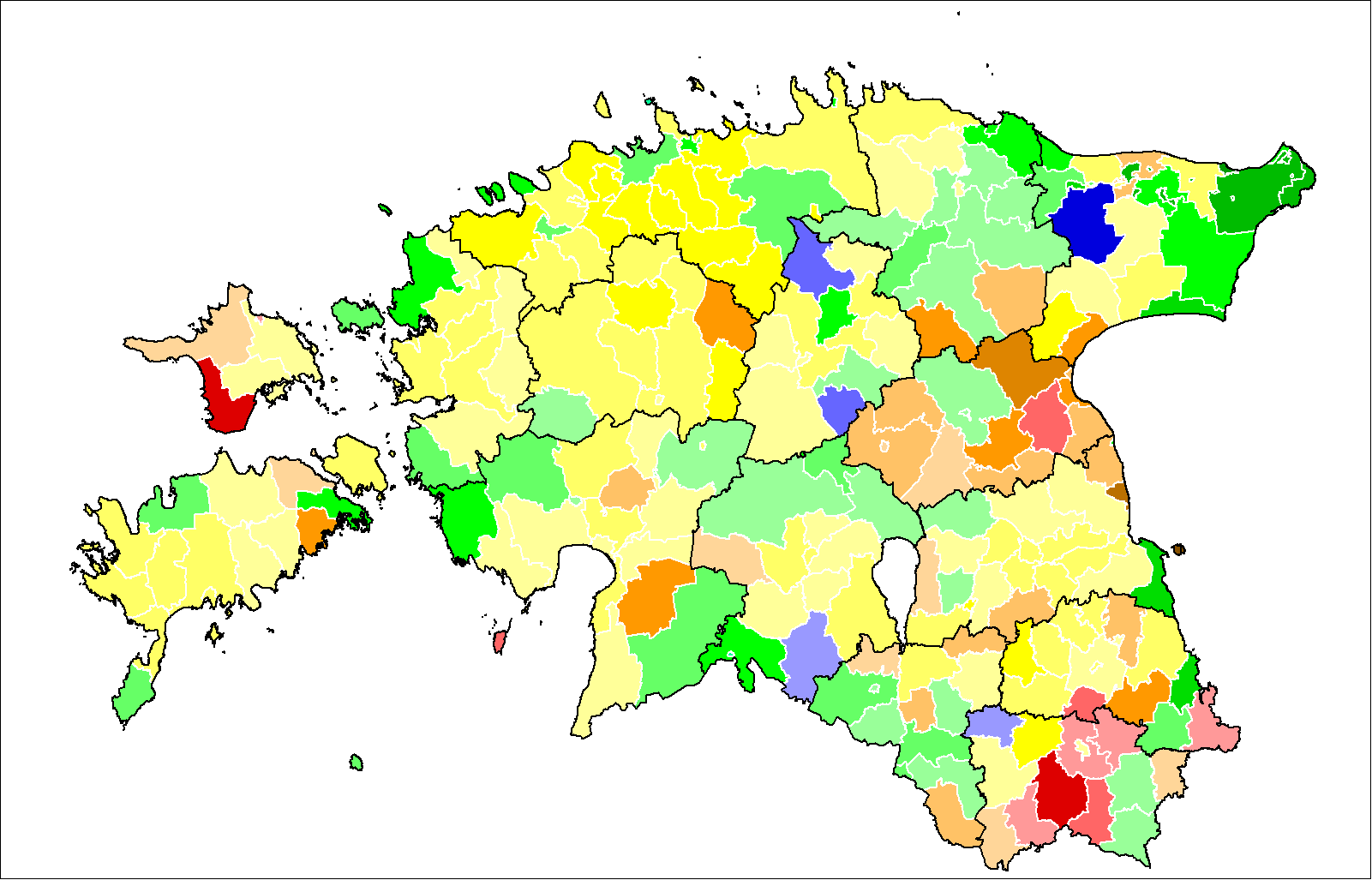
Лидирующая партия по муниципалитету:

| ERE                         | EKE                                       | IM/RP                       | SDE                         | EMRL                                      |
| --------------------------- | ----------------------------------------- | --------------------------- | --------------------------- | ----------------------------------------- |
| 20–29% 30–39% 40–49% 50–59% | 20–29% 30–39% 40–49% 50–59% 60–69% 70–79% | 20–29% 30–39% 40–49% 50–59% | 20–29% 30–39% 40–49% 50–59% | 20–29% 30–39% 40–49% 50–59% 60–69% 80–89% |

| Номер округа | Избирательный округ                                   | Места |
| ------------ | ----------------------------------------------------- | ----- |
| 1            | Округа Хааберсти, Пыхья-Таллинн и Кристийне в Таллине | 8     |
| 2            | Округа Кесклинн, Ласнамяэ и Пирита в Таллине          | 11    |
| 3            | Округа Мустамяэ и Нымме в Таллине                     | 8     |
| 4            | Уезды Харьюмаа (без Таллина) и Рапламаа               | 13    |
| 5            | Уезды Хийумаа, Ляэнемаа и Сааремаа                    | 7     |
| 6            | Уезд Ляэне-Вирумаа                                    | 6     |
| 7            | Уезд Ида-Вирумаа                                      | 8     |
| 8            | Уезды Ярвамаа и Вильяндимаа                           | 8     |
| 9            | Уезды Йыгевамаа и Тартумаа (без Тарту)                | 7     |
| 10           | Город Тарту                                           | 8     |
| 11           | Уезды Вырумаа, Валгамаа и Пылвамаа                    | 9     |
| 12           | Уезд Пярнумаа                                         | 8     |

## Результаты выборов
Итоги парламентских выборов Эстонии 4 марта 2007 года
| Партия | Партия                                                                           | Идеология                        | Кол-во голосов | %       | +/-     | Места | +/- |
| --- | -------------------------------------------------------------------------------- | -------------------------------- | -------------- | ------- | ------- | ----- | --- |
| | Эстонская партия реформ (Eesti Reformierakond)                                   | Классический либерализм          | 153,044        | 27.8 %  | +10.1 % | 31    | +12 |
| | Центристская партия Эстонии (Eesti Keskerakond)                                  | Социал-либерализм, Центризм      | 143,518        | 26.1 %  | +0.7 %  | 29    | +1  |
| | Союз Отечества и Res Publica (Isamaa ja Res Publica Liit)1                       | Национал-консерватизм            | 98,347         | 17.9 %  | −14.0 % | 19    | −16 |
| | Социал-демократическая партия Эстонии (Sotsiaaldemokraatlik Erakond)2            | Социал-демократия                | 58,363         | 10.6 %  | +3.6 %  | 10    | +4  |
| | Эстонская партия зелёных (Erakond Eestimaa Rohelised)3                           | Зелёная политика                 | 39,279         | 7.1 %   | +7.1 %  | 6     | +6  |
| | Народный Союз Эстонии (Eestimaa Rahvaliit)                                       | Аграрии                          | 39,215         | 7.1 %   | −5.9 %  | 6     | −7  |
| | Партия эстонских христианских демократов (Erakond Eesti Kristlikud Demokraadid)4 | Христианская демократия          | 9,456          | 1.7 %   | +0.7 %  | 0     | —   |
| | Конституционная партия (Konstitutsioonierakond)5                                 | Русское меньшинство, левое крыло | 5,464          | 1.0 %   | −1.2 %  | 0     | —   |
| | Эстонская независимая партия (Eesti Iseseisvuspartei)                            | Евроскептицизм, Национализм      | 1,273          | 0.2 %   | −0.4 %  | 0     | —   |
| | Русская партия Эстонии (Vene Eesti Erakond)                                      | Русское меньшинство              | 1,084          | 0.2 %   | ±0.0 %  | 0     | —   |
| | Левая партия Эстонии (Eesti Vasakpartei)6                                        | Демократический социализм        | 607            | 0.1 %   | −0.3 %  | 0     | —   |
| | Независимые                                                                      |                                  | 563            | 0.1 %   | −0.3 %  | 0     | —   |
| Всего | Всего                                                                            | Всего                            | 550,213        | 100.0 % | —       | 101   | —   |
| ^ Соответствует сумме голосов за партию Res Publica и Союз отечества, которые объединились для создания Союза Отечества и Res Publica в 2006 году. ^ Соответствует Народной партии Умеренных, которая стала Социал-демократической партией в 2004 году. ^ Зелёные не принимали участия в предыдущих выборах. ^ Соответствует Эстонской христианской народной партии, которая стала Партией эстонский христианских демократов в 2006 году. ^ Соответствует Объединенной народной партии Эстонии, которая стала Конституционной партией в 2006 году. ^ Соответствует Социал-демократической партии труда Эстонии, которая стала Левой партией Эстонии в 2004 году. |                                                                                  |                                  |                |         |         |       |     |

## Внешние ссылки
- Опросники